# Katholieke Hogeschool Zuid-West-Vlaanderen
De Katholieke Hogeschool Zuid-West-Vlaanderen (KATHO) was een katholieke hogeschool in West-Vlaanderen. In 2013 ging de hogeschool op in de Katholieke Hogeschool Vives. De school had vier campussen: Kortrijk, Roeselare, Tielt en Torhout.

## Geschiedenis
KATHO ontstond in 1995 bij de hervorming van het hoger onderwijs. Sinds 2002 is de hogeschool lid van de Associatie KU Leuven, de associatie rond de KU Leuven.

## Campussen
KATHO had 4 Campussen gevestigd in Kortrijk, Roeselare, Tielt en in Torhout.
KATHO had daarbij zeven departementen, waarvan er vier in Kortrijk, één in Roeselare, één in Tielt en één in Torhout gevestigd waren.

### Kortrijk
- HANTAL: Handelswetenschappen en Bedrijfskunde
- IPSOC: Sociaal-agogisch werk
- HIVV: Verpleegkunde en Vroedkunde
- VHTI: Technologie en Informatica

### Roeselare
- HIVB: Verpleegkunde en Biotechnologie

### Tielt
- PHO: Lerarenopleiding (kleuter- en lager onderwijs)

### Torhout
- RENO: Lerarenopleiding (lager- en secundair onderwijs)